# Shuto Abe
Pour les articles homonymes, voir Abe.
Shuto Abe (安部 柊斗, Abe Shūto), né le 5 décembre 1997 à Hino au Japon, est un footballeur japonais qui joue au poste de milieu défensif au Gamba Osaka.

## Biographie

### En club
Né à Tokyo au Japon, Shuto Abe est formé par le FC Tokyo mais il poursuit ensuite ses études à l'Université Meiji. Le 14 mai 2019 est annoncé son retour au FC Tokyo.
Il joue son premier match en professionnel le 15 juin 2019, lors d'une rencontre de J. League 1, contre le Vissel Kobe. Il entre en jeu à la place de Yojiro Takahagi et son équipe s'incline par un but à zéro,.
Abe se fait remarquer le 2 septembre 2020, en quarts de finale de la coupe de la Ligue japonaise 2020 face au Nagoya Grampus, en réalisant le premier doublé de sa carrière. Il contribue ainsi à la victoire de son équipe (3-0 score final). Il participe à la finale de cette compétition, qui a lieu quelques mois plus tard, le 4 janvier 2021, contre le Kashiwa Reysol. Il est titulaire lors de ce match remporté par son équipe sur le score de deux buts à un. Il remporte ainsi le premier trophée de sa carrière. Le 27 novembre 2020 il inscrit son premier but en Ligue des champions de l'AFC contre le Shanghai Shenhua. Son équipe l'emporte par deux buts à un ce jour-là.
Le 19 juillet 2023, Shuto Abe rejoint la Belgique afin de s'engager en faveur du RWD Molenbeek. Il signe un contrat courant jusqu'en juin 2026. Il inscrit son premier but avec son nouveau club le 11 novembre 2023, à l'occasion d'un match de championnat contre le KAS Eupen. Il participe ainsi à la victoire de son équipe par trois buts à un.

## Palmarès
FC Tokyo
- Coupe de la Ligue japonaise (1) :
  - Vainqueur : 2020.